# Voluntarios ucranianos en el bando sublevado
Los voluntarios ucranianos en el ejército sublevado fueron unos ucranianos, nativos de tierras étnicas ucranianas, que participaron en la guerra civil española en el bando sublevado, subordinadas al ejército de Francisco Franco.

## Antecedentes
Después de la victoria comunista en la guerra civil rusa, más de 60.000 soldados que participaron en la lucha contra el bolchevismo emigraron a Europa. Con el estallido de la guerra civil española, unos 200 de ellos vinieron a luchar contra la "amenaza roja" en España. Los nacionalistas generalmente enviaban a estos voluntarios ideológicos a la milicia carlista, los requetés. Su lema "Dios, Patria, Rey" era muy cercano a los antiguos soldados de los ejércitos de Antón Denikin, Piotr Wrangel y Aleksandr Kolchak.

## Historia
Los primeros ucranianos llegaron a España procedentes de Francia, Bélgica y Polonia. Uno de los más famosos partidarios del bando franquista fue un escritor, poeta y general del Ejército Voluntario de origen étnico ucraniano, Mikola Shinkarenko. Otro antiguos oficiales blancos que colaboraron con el bando sublevado fueron Antón Yaremchuk y Vladímir Dvóichenko.
A lo largo de la guerra, Shinkarenko escribió a Franco con el objetivo de crear una unidad separada de combatientes ucranianos, para una mejor organización y un aumento de voluntarios ucranianos. Además, también le pidió repetidamente a Franco que elevara su rango y el de alguno de sus compañeros al correspondiente por experiencia. Shinkarenko habló de esto personalmente con Franco el 5 de agosto de 1937 en Zaragoza, pero la conversación no tuvo éxito y fue transferido a la Legión Extranjera, donde ya servían alrededor de una docena de ucranianos. Shinkarenko fue herido 6 veces, pero logró ascender al rango de teniente, recibió la ciudadanía española y una pensión. En 1968, Shinkarenko fue atropellado por un camión y falleció. 
Otro republicano que adquirió importancia fue Vsévolod Marchenko, un antiguo piloto de hidroavión de Podilia que luchó para Aleksandr Kolchak y emigró a Madrid en 1923. Allí trabajó como piloto y entrenó a pilotos en la escuela de aviación local. Con la proclamación de la Segunda República Española en 193, los republicanos nombraron a Marchenko director del Aeropuerto de Barajas en Madrid. Así, cuando los conservadores ganaron las elecciones tres años más tarde, volvió a ser piloto de línea aérea civil. Con el estallido de la guerra civil, se alistó en el bando sublevado. Como teniente, realizó misiones de combate en un Junkers Ju-52 alemán hasta que murió en batalla en 1937.
La participación de ucranianos en la guerra civil española del lado de Franco no se limitó a los antiguos guardias blancos, también había combatientes del Ejército de la República Popular de Ucrania.